# Holoarctia immaculata
Holoarctia immaculata är en fjärilsart som beskrevs av Max Wilhelm Karl Draudt 1931. Holoarctia immaculata ingår i släktet Holoarctia och familjen björnspinnare. Inga underarter finns listade i Catalogue of Life.